# Фоніка
Фоніка — звукова організація поетичного мовлення; віршові засоби, які надають ліричному творові милозвучності, посилюють його емоційність та виразність. Будучи розділом фонетики, водночас фіксує відхилення від фонетичних мовних нормативів, які мають естетичну вартість.
У широкому значенні фоніка — галузь літературознавства (віршознавства), яка висвітлює естетичну функцію звуків у художньому творі як певної звукової цілості, аналізує та відповідно класифікує їх. Насамперед об'єктом аналізу стає добір певних фонем, їх фреквентність та послідовність.
У вужчому — фонічні властивості творів стильової течії, напрям у творчості окремого автора (наприклад фоніка Шевченка, фоніка футуристів, українська фоніка).

## Головні теми та поняття фоніки
- Евфонія та какофонія;
- Мова як база фоніки (Склад та його структура. Питання прозорості та непрозорості мови);
- Вчення про риму (Метрична структура рими. Естетична вартість рими. Рима гомонімічна, тавтологічна і повторна. Основні функції рими);
- Штабрайм або германська алітерація;
- Асонанс і дисонанс (або консонанс);
- Звукова інструментація (Ономатопеї. Римовий коефіцієнт та коефіцієнт звукової організації. Символіка й містика звуків).

## Фоніка мови
Не існує двох мов, котрі б мали однакове звучання. З точки зору фонетики, кожна мова має свої власні особливості щодо:
- кількости фонем,
- їхньої фреквентності,
- їхньої скупченості та комбінацій (тут особливу вагу для мистецтва слова мають фактори співвідношення голосних та приголосних, а також глухих та дзвінких приголосних),
- тривалість в часі певної фонеми під час вимови.

### Кількість фонем
Кількість фонем — одна з головних передумов фонічного багатства певної мови. Відомо, що «королева мов» — санскрит має 48 фонем (рахуючи чисто теоретичні довгі складотворчі сонорні), а мова австралійського племені аранта налічує лише 30 фонем.
Українська мова має близько 40 фонем — рахуючи палатальні приголосні та іллітерати, але не рахуючи приголосних здвоєних. В царині консонантизму відносно багата, в царині вокалізму — бідна (якщо порівняти з такими мовами, як французька, німецька чи старослов'янська). Супроти російської та інших слов'янських мов українська значно дзвінкіша, позаяк у них дзвінкі приголосні вкінці складу оглушуються.

### Тривалість вимови
За підрахунками Ґраммона у французькій мові на вимову однієї фонеми припадає 0,06 секунди.
За підрахунком І. Качуровського, на вимову однієї фонеми в українській літературній мові на припадає 0,095 — 0,1 секунди. Дещо відрізняється тривалість у різних діалектах. Зокрема, у полтавському діалекті («тверда балачка») на вимову однієї фонеми необхідно щонайменше 0,12 секунди.
У російські мові на вимову однієї фонеми потрібно 0,08 секунди.

### Склад
Вивчаючи склад, фоніка на відміну від фонетики, аналізує ті елементи в його структурі, які мають більше значення для літератури. Склад, його характер та співвідношення з іншими складами це явища вирішальні для формування метрики, конкретно — систем версифікації. Вплив складу на риму переважно не безпосередній, а посередній. Так, у мовах з аспіраторним наголосом (і відповідно, із поділом складів на наголошені та ненаголошені від місця наголошеного складу в слові залежить метрична структура рими.
Основними особливостями української мови щодо складової системи є відсутність дифтонгів (дифтонг уо — куонь, вуол — зустрічається лише в діалектах). І. Качуровський також наголошує на тому, що слова типу пішов, вовк, завдяки російському впливу, щодалі втрачають нескладове у яке поступово перетворюється на звичайне в, тобто в минулому у цих позиціях були дифтонги оу замість буквосполучення ов. Ще одна особливість — відсутність складотворчих приголосних, за дуже незначними винятками (насальні іллітерати, що передаються літерами як гм, угу; дз в однозначній ономатопеї; тсс — вимога мовчати, тпрр — наказ коневі зупинитися, — де є губний складовий р; та ще два випадки із цією фонемою в словах дитячої мови тпрутє, тпру-тпру). Отже, склад в українській мові має в собі одну голосну і одну, дві або більше приголосних, які можуть бути розташовані перед голосною, після неї та обабіч.
У складі приголосна перед голосною називеться опорною, після — замикаючою. Напр. у слові «туман» — перший склад — відкритий, опорна приголосна — т, другий закритий, опорна приголосна м, замикаюча — н. Крім закритих та відкритих, в граматиці вирізняють ще склади пом'якшені, розуміючи під цим поняттям такі склади, де замикаюча приголосна ледве відчутна. Таким чином, для кожної мови пом'якшені склади матимуть інший характер. Для англійської — це кінцевий склад слова, що закінчується на р (r), для німецької, очевидно, якщо брати до уваги нелітературну вимову — також кінцеве р. У іспанській розмовній мові на кінці слова с редукуються. У російській мові, на відміну від української, вважається пом'якшеним склад, що закінчується на й.

### Прозорість мови
Відповідно до співвідношення голосних та приголосних звуків у конкретному лексичному матеріалі відрізняють мови прозорі, мови середньої прозорості та мови непрозорі.
Прозорі мови — де кількість голосних дорівнює кількості приголосних або її перевищує. До найпрозоріших мов належить японська та деякі мови тихоокеанських народів, де на певну кількість слів припадає більше голосних, ніж приголосних. У мовах середньої прозорості кількість приголосних не набагато переважає відповідну кількість голосних. В мовах непрозорих приголосних може бути вдвічі або й утричі більше, ніж голосних.
Прозорість мови не стільки залежить від наявності певних фонем, а більше від їхньої фреквентності, у їхньому співвідношенні, яке пізнається з усної чи писемної мови.
Борис Якубський, зупиняючись на питанні співвідношення голосних і приголосних в українській мові, доходить такого висновку:
|  | Найлегше, музично, евфонічно звучатимуть для нас ті слова, де кількість приголосних і голосівок однакова, й вони правильно чергуються, напр. 'полетіла', 'гомоніли', 'нерухомо', 'заборона' (відношення 1:1). Ми повинні надзвичайно пишатися тим, що в нашій українській мові силу слів збудовано власне на принципі відношення приголосних до голосівок 1:1; цим з'явищем наша мова рівняється до італійської мови, славетної своєю милозвучністю... |

Далі автор «Науки віршування» наводить кілька віршів з «Кобзаря», де співвідношення голосних і приголосних 1:1, що має підтвердити його вищецитовану думку.
Мені невесело було…
Коли по нашому не буде…
І покидаємо діла…
На чужині, на самоті…
Мережаю, вишиваю,
-У неділю погуляю…
І що хороше, дороге…
Мережані та кучеряві…
Пишалася синами мати…
Прозорість мови впливаю на її милозвучність. За свідоцтвом Ґумільова, янголи «на далекій зірці Венері» розмовляють мовою, що складається із самих лише голосівок.
Старослов'янська мова, з її законом відкритих складів, належала до мов із найвищим коефіцієнтом прозорості.
За підрахунками І. Качуровського, назагал, в українській мові на кожні сто голосних має бути приблизно 130 — 140 приголосних. Якщо ж їх більше, то виникає або епентеза голосної (з берега та зі сходу) або дієреза приголосної (честь — чесний).
Проте у різних діалектах української мови можна спостерігати інші коефіцієнти прозорості. Наприклад, галицьке слово «сімдесятьп'ятьрічний», де 12 приголосних і лише 6 голосних, відповідає не українській нормі, а німецькій, натомість придніпрянське «семидесятип'ятирічний» має нормальний український коефіцієнт 0,75.
Прозорість мови побічно відбивається на характері рими. Наголос може стояти на кінці слова, на його початку, або на котромусь із середніх складів, — конкретно: на передостанньому складі, на третьому з кінця тощо. Відповідно до того у мові формуються рими окситонні, парокситонні, пропарокситонні — усі три категорії, або лише дві, або, врешті, лише котрась одна, якщо наголос постійний. А коли наголос падає в слові на перший склад і це явище має в певній мові закономірний характер, тоді кінцева рима взагалі не виникає: замість неї в поезії набирає значення співзвучність початкових наголошених складів — як це було в древніх германців.
Так само залежить характер рими від того, чи має мова склади закриті й відкриті, чи самі лише відкриті. Так італійська поезія, від поетів Нового Солодкого стилю, аж до романтиків, які зламали це правило, користалася виключно відкритими парокситонними римами, а окситонні слова із закритим останнім складом траплялися в поетів лише в середині вірша.

## Евфонія і какофонія
Евфонія (грецьк. euphone — милозвучність) — вияв фоніки, який означає гармонійну сув'язь позитивно-естетичних явищ художнього, передовсім поетичного, твору. Е. надзвичайно органічна для української лірики, оскільки спирається на визначальну інтонаційну основу української мови — вокалізм, зумовлюючи тяжіння версифікаційних пошуків до музичності (М.Вороний, О.Олесь, П.Тичина, В.Сосюра та ін.), виконує особливу стилістичну функцію у розмаїтті симетричного звукового ладу поетичного мовлення, забезпечує міру кількості, частоти, комбінування та тривання фонем. Це стосується їхньої якості (інструментування), місця розташування у тексті (епіфора, анафора, кільце, рима тощо). Яскравим прикладом Е. може бути, зокрема, поезія М.Вінграновського, в якій благозвуччя постає стильовим принципом:
У синьому морі я висіяв сни,
У синьому морі на синьому глеї
Я висіяв сни із твоєї весни,
У синьому морі з весни із твоєї.
Какофонія (від грецьк. kakos — поганий та phone — звук, мова) — безладне, хаотичне нагромадження звуків, різновид дисонансу, доведений до абсурду. Використовувалася авангардистами, зокрема футуристами.